# Закон сохранения импульса
Зако́н сохране́ния и́мпульса (зако́н сохране́ния количества движения) — закон, утверждающий, что сумма импульсов всех тел системы есть величина постоянная, если векторная сумма внешних сил, действующих на систему тел, равна нулю.
В классической механике закон сохранения импульса обычно выводится как следствие законов Ньютона. Из законов Ньютона можно показать, что при движении системы в пустом пространстве импульс сохраняется во времени, а при наличии внешнего воздействия скорость изменения импульса определяется суммой приложенных сил. Соответственно, при равнобежности (параллельном переносе) в пространстве тел замкнутой системы физические свойства последней не меняются.
Как и любой из фундаментальных законов сохранения, закон сохранения импульса связан, согласно теореме Нётер, с одной из фундаментальных симметрий, — однородностью пространства.
Закон сохранения импульса впервые был сформулирован Р. Декартом.

## Вывод в механике Ньютона
Согласно второму закону Ньютона для системы из N частиц выполняется соотношение
{\displaystyle {\frac {d{\vec {p}}}{dt}}={\vec {F}},}
где {\displaystyle {\vec {p}}} — импульс системы:
{\displaystyle {\vec {p}}=\sum _{n=1}^{N}{\vec {p}}_{n},}
{\displaystyle {\vec {p}}_{n}} — импульс материальной точки, а {\displaystyle {\vec {F}}} — равнодействующая всех сил, приложенных к частицам системы:
{\displaystyle {\vec {F}}=\sum _{k=1}^{N}\ {\vec {F}}_{k}^{ext}+\sum _{n=1}^{N}\sum _{m=1}^{N}\ {\vec {F}}_{n,m},\quad m\neq n.}
Здесь {\displaystyle {\vec {F}}_{n,m}} — сила (или сумма сил, если таковых несколько), действующая на n-ю частицу со стороны m-ой, а {\displaystyle {\vec {F}}_{k}^{ext}} — равнодействующая всех внешних сил, приложенных к k-й частице. 
Согласно третьему закону Ньютона, силы вида {\displaystyle {\vec {F}}_{n,m}} и {\displaystyle {\vec {F}}_{m,n}} равны по абсолютному значению и противоположны по направлению, то есть {\displaystyle {\vec {F}}_{n,m}=-{\vec {F}}_{m,n}}. Поэтому вторая сумма в правой части выражения для {\displaystyle {\vec {F}}} будет равна нулю, внутренние силы исключаются, и получаем, что производная импульса системы по времени равна векторной сумме всех внешних сил, действующих на систему:
{\displaystyle {\frac {d{\vec {p}}}{dt}}=\sum _{k=1}^{N}\ {\vec {F}}_{k}^{ext}.}
Для системы из N частиц, в которой сумма всех внешних сил равна нулю:
{\displaystyle \sum _{k=1}^{N}\ {\vec {F}}_{k}^{ext}=0,}
и тем более для системы, на частицы которой не действуют внешние силы
({\displaystyle {\vec {F}}_{k}^{ext}=0} для всех k от 1 до N), имеем
{\displaystyle {\frac {d}{dt}}\sum _{n=1}^{N}{\vec {p}}_{n}=0.}
Как известно, если производная от некоторого выражения равна нулю, то это выражение есть постоянная величина относительно переменной дифференцирования, а значит:
{\displaystyle \sum _{n=1}^{N}{\vec {p}}_{n}={\overrightarrow {\mathrm {const} }}\qquad } (постоянный вектор).
То есть суммарный импульс системы из N частиц является постоянной величиной. При N = 1 получаем выражение для случая одной частицы. Таким образом, следует вывод:
| Если векторная сумма всех внешних сил, действующих на систему, равна нулю, то импульс системы сохраняется, то есть не меняется со временем. |

Закон сохранения импульса выполняется не только для систем, на которые не действуют внешние силы, он справедлив и в тех случаях, когда сумма всех внешних сил, действующих на систему, равна нулю. То есть отсутствие внешних сил, действующих на систему, достаточно, но не необходимо для выполнения закона сохранения импульса.
Если проекция суммы внешних сил на какое-либо направление или координатную ось равна нулю, то в этом случае говорят о законе сохранения проекции импульса на данное направление или координатную ось.

## Связь с однородностью пространства
| Симметрия в физике             | Симметрия в физике                    | Симметрия в физике               |
| Преобразование                 | Соответствующая инвариантность        | Соответствующий закон сохранения |
| ------------------------------ | ------------------------------------- | -------------------------------- |
| ↕ Трансляции времени           | Однородность времени                  | …энергии                         |
| ⊠ C, P, CP и T-симметрии       | Изотропность времени                  | …чётности                        |
| ↔ Трансляции пространства      | Однородность пространства             | …импульса                        |
| ↺ Вращения пространства        | Изотропность пространства             | …момента импульса                |
| ⇆ Группа Лоренца (бусты)       | Относительность лоренц-ковариантность | …движения центра масс            |
| ~ Калибровочное преобразование | Калибровочная инвариантность          | …заряда                          |

Согласно теореме Нётер каждому закону сохранения ставится в соответствие некая симметрия уравнений, описывающих систему. В частности, закон сохранения импульса эквивалентен однородности пространства, то есть независимости всех законов, описывающих систему, от положения системы в пространстве. Простейший вывод этого утверждения основан на применении лагранжева подхода к описанию системы.

### Вывод из закона сохранения энергии
Рассмотрим систему нескольких соударяющихся упругим образом (без превращения части механической энергии в другие формы) частиц с массами {\displaystyle m_{i}} и скоростями {\displaystyle {\vec {u}}_{i}} до столкновений и {\displaystyle {\vec {U}}_{i}} после столкновений. Закон сохранения энергии имеет вид 
{\displaystyle {\frac {1}{2}}\sum _{i}m_{i}u_{i}^{2}={\frac {1}{2}}\sum _{i}m_{i}U_{i}^{2}.}
Перейдём в систему отсчёта, равномерно и прямолинейно движущуюся со скоростью {\displaystyle {\vec {v}}}. Скорости частиц с точки зрения этой системы отсчёта будут {\displaystyle {\vec {u}}_{i}-{\vec {v}}} до столкновений и {\displaystyle {\vec {U}}_{i}-{\vec {v}}} после столкновений. Закон сохранения энергии с точки зрения этой системы имеет вид 
{\displaystyle {\frac {1}{2}}\sum _{i}m_{i}{({\vec {u}}_{i}-{\vec {v}})}^{2}={\frac {1}{2}}\sum _{i}m_{i}{({\vec {U}}_{i}-{\vec {v}})}^{2},} или
{\displaystyle {\frac {1}{2}}\sum _{i}m_{i}{(u_{i}^{2}-2{\vec {v}}{\vec {u}}_{i}+{v}^{2})}={\frac {1}{2}}\sum _{i}m_{i}{(U_{i}^{2}-2{\vec {v}}{\vec {U}}_{i}+{v}^{2})}.}
Следовательно {\displaystyle \sum _{i}m_{i}{\vec {v}}{\vec {u}}_{i}=\sum _{i}m_{i}{\vec {v}}{\vec {U}}_{i}}, откуда следует {\displaystyle {\vec {v}}\sum _{i}m_{i}{\vec {u}}_{i}={\vec {v}}\sum _{i}m_{i}{\vec {U}}_{i}}. Поскольку скорость {\displaystyle {\vec {v}}} произвольна, последнее равенство будет справедливым только в случае выполнения закона сохранения импульса 
{\displaystyle \sum _{i}m_{i}{\vec {u}}_{i}=\sum _{i}m_{i}{\vec {U}}_{i}.}

### Вывод из формализма Лагранжа
Рассмотрим функцию Лагранжа свободного тела {\displaystyle {\mathcal {L}}\equiv {\mathcal {L}}(q_{i},{\dot {q}}_{i},t),} зависящую от обобщённых координат {\displaystyle q_{i}\,,} обобщённых скоростей {\displaystyle {\dot {q}}_{i}} и времени {\displaystyle t}. Здесь точка над {\displaystyle q} обозначает дифференцирование по времени, {\displaystyle {\dot {q}}_{i}\equiv {\frac {\partial q_{i}}{\partial t}}.} Выберем для рассмотрения прямоугольную декартову систему координат, тогда {\displaystyle q_{i}={\vec {r}}_{a},\ {\dot {q}}_{i}={\vec {v}}_{a}} для каждой {\displaystyle a}-той частицы. Используя однородность пространства, мы можем дать всем радиус-векторам частиц одинаковое приращение, которое не будет влиять на уравнения движения: {\displaystyle {\vec {r}}_{a}\to {\vec {r}}_{a}+{\vec {\xi }},} где {\displaystyle {\vec {\xi }}\equiv {\overrightarrow {\mathrm {const} }}.} В случае постоянства скорости функция Лагранжа изменится следующим образом:
{\displaystyle \delta {\mathcal {L}}=\sum _{a}{\frac {\partial {\mathcal {L}}}{\partial {\vec {r}}_{a}}}\delta {\vec {r}}_{a}={\vec {\xi }}\ \sum _{a}{\frac {\partial {\mathcal {L}}}{\partial {\vec {r}}_{a}}},}
где суммирование идет по всем частицам системы. Так как приращение не влияет на уравнения движения, вариация функции Лагранжа должна быть равной нулю: {\displaystyle \delta {\mathcal {L}}=0.} С учётом того, что вектор {\displaystyle {\vec {\xi }}} — произвольный, последнее требование выполняется при:
{\displaystyle \sum _{a}{\frac {\partial {\mathcal {L}}}{\partial {\vec {r}}_{a}}}=0.}
Воспользуемся уравнением Лагранжа {\displaystyle {\frac {d}{dt}}{\frac {\partial {\mathcal {L}}}{\partial {\dot {q}}_{i}}}-{\frac {\partial {\mathcal {L}}}{\partial q_{i}}}=0:}
{\displaystyle \sum _{a}{\frac {\partial {\mathcal {L}}}{\partial {\vec {r}}_{a}}}=\sum _{a}{\frac {d}{dt}}{\frac {\partial {\mathcal {L}}}{\partial {\vec {v}}_{a}}}={\frac {d}{dt}}\sum _{a}{\frac {\partial {\mathcal {L}}}{\partial {\vec {v}}_{a}}}=0.}
Это означает, что сумма, стоящая под знаком дифференциала, — постоянная величина для рассматриваемой системы. Сама сумма и есть суммарный импульс системы:
{\displaystyle {\vec {P}}=\sum _{a}{\frac {\partial {\mathcal {L}}}{\partial {\vec {v}}_{a}}}={\overrightarrow {\mathrm {const} }}.}
Учитывая, что лагранжиан свободной частицы имеет вид: {\displaystyle {\mathcal {L}}={\frac {mv^{2}}{2}},} нетрудно видеть, что последнее выражение совпадает с выражением в ньютоновом формализме:
{\displaystyle {\vec {P}}=\sum _{a}m_{a}{\vec {v}}_{a}={\overrightarrow {\mathrm {const} }}.}
Для релятивистской свободной частицы лагранжиан имеет несколько другую форму: {\displaystyle {\mathcal {L}}=-mc^{2}{\sqrt {1-{\frac {v^{2}}{c^{2}}}}},} что приводит к релятивистскому определению импульса
{\displaystyle {\vec {P}}=\sum _{a}{\frac {m_{a}{\vec {v}}_{a}}{\sqrt {1-{\frac {v^{2}}{c^{2}}}}}}={\overrightarrow {\mathrm {const} }}.}
В настоящее время не существует каких-либо экспериментальных фактов, свидетельствующих о невыполнении закона сохранения импульса.

## Закон сохранения импульса в квантовой механике
Закон сохранения импульса в изолированных системах выполняется и в квантовой механике. В тех явлениях, когда проявляются корпускулярные свойства частиц, их импульс, как и в классической механике, равен {\displaystyle {\vec {p}}=m{\vec {v}}}, а когда проявляются волновые свойства частиц, их импульс равен {\displaystyle p={\frac {\hbar }{\lambda }}}, где {\displaystyle \lambda } — длина волны. В квантовой механике закон сохранения импульса является следствием симметрии относительно сдвигов по координатам.

## Закон сохранения импульса в теории относительности
Закон сохранения импульса выполняется и в теории относительности. Отличие от классической механики состоит лишь в том, что в теории относительности зависимость импульса от 
скорости имеет вид
{\displaystyle {\vec {p}}={\frac {m{\vec {v}}}{\sqrt {1-{\frac {v^{2}}{c^{2}}}}}}.}
В общей теории относительности, аналогично ситуации с законом сохранения энергии, при переходе к искривлённому пространству-времени закон сохранения импульса, выражаемый пространственными компонентами соотношения для тензора энергии-импульса
{\displaystyle T_{\nu ;\mu }^{\mu }=0,}
где точка с запятой выражает ковариантную производную, приводит лишь к локально сохраняющимся величинам. Это связано с отсутствием глобальной однородности пространства в пространстве-времени общего вида.
Можно придумать такие определения импульса гравитационного поля, что глобальный закон сохранения импульса будет выполняться при движении во времени системы тел и полей, но все такие определения содержат элемент произвола, так как вводимый импульс гравитационного поля не может быть тензорной величиной при произвольных преобразованиях координат.